# Erica Fraters
Erica Fraters, anagramme de « réfractaires », est un pseudonyme collectif utilisé par Joseph Pyronnet et un groupe d'auteurs réfractaires à la guerre d'Algérie et de personnes solidaires de leur engagement, parmi lesquels Anita et André Bernard et Michel Hanniet.